# Parabelfeder
Eine Parabelfeder ist eine Sonderbauform der Blattfeder.
Ihr Querschnitt ändert sich über die Länge so, dass an allen Stellen die gleiche (Biege-)Spannung besteht. Damit ist das Material optimal ausgenutzt. Alle Querschnitte sind theoretisch gleich, keiner mehr oder weniger als die anderen beansprucht.

## Einlagige Blattfeder als Parabelfeder
In die Biegespannung geht als Kenngröße des Querschnittes dessen Widerstandsmoment gegen Biegung {\displaystyle W_{\text{ax}}}ein. Dieses ist u. a. eine Funktion der Höhe {\displaystyle h} des Querschnitts (bzw. der Dicke des Federblattes). Bei der Parabelfeder wird deren Dicke über ihre Länge so variiert, dass die Biegespannung über die Länge konstant ist (die Breite {\displaystyle b} bleibt konstant, bei einer Trapezfeder wird diese variiert).

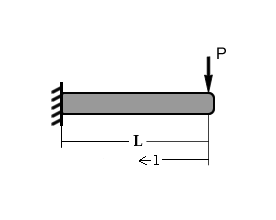

Bei der bestimmungsgemäßen Anwendung stellt die Blattfeder einen doppelten Kragträger (s. Abbildung, nicht verdoppelter Kragträger) dar: Sie ist in der Mitte eingespannt und an den Enden greift je eine gleich große Kraft {\displaystyle P} quer an. Das Biegemoment {\displaystyle M_{b}} wächst von null an den Enden linear mit dem Abstand {\displaystyle l} von den Enden bis zur Mitte:
{\displaystyle M_{b}=P\cdot l}
Die vom Biegemoment verursachte Biegespannung {\displaystyle \sigma _{b}} in den Querschnitten des Trägers (der Feder) lautet:
{\displaystyle \sigma _{b}={\frac {M_{b}}{W_{\text{ax}}}}}
{\displaystyle W_{\text{ax}}} ist das axiale Widerstandsmoment in einem Querschnitt des Trägers (der Feder). Es wirkt beim Biegen:
{\displaystyle W_{\text{ax}}={\frac {b\cdot h^{2}}{6}}}
{\displaystyle b} und {\displaystyle h} sind die Breite bzw. die Dicke des Trägers (des Federstabes) in Abhängigkeit von {\displaystyle l} (Abstand der Querschnittsfläche vom Federende)
{\displaystyle \sigma _{b}={\frac {P\cdot l\cdot 6}{b\cdot h^{2}}}}
Die Biegespannung ist über die ganze Länge L konstant, wenn das Verhältnis {\displaystyle {\frac {l}{h^{2}}}} konstant ist. 
{\displaystyle h} ändert sich gemäß einer Parabel: {\displaystyle h=h(l^{2})}. Daher stammt die Bezeichnung Parabelfeder. Zudem haben der Graph einer Parabel und die Feder symmetrische Form über ihre Mitten.

## Mehrlagige Blattfeder als Parabelfeder
Aus der Praxis sind vorwiegend mehrlagige Parabelfedern bekannt. Jedes Einzelblatt hat gleich wie die oben beschriebene Einlagige Parabelfeder über die Länge variable Dicke.

## Anmerkung
1. ↑  Die Schubspannung ist über die Federlänge nicht konstant, ist aber gegenüber der Biegespannung vernachlässigbar klein.
2. ↑  Theoretisch ist die Federdicke an den Enden Null. Für die Einleitung der Kräfte ist Material erforderlich, je ein kurzer Endbereich hat eine Mindestdicke.